# Apoctenophora trachypyga
Apoctenophora trachypyga är en mångfotingart som beskrevs av Hoffman och Howell 1982. Apoctenophora trachypyga ingår i släktet Apoctenophora och familjen Harpagophoridae. Inga underarter finns listade i Catalogue of Life.